# Alarico Corrêa Leite
Alarico Corrêa Leite (Pindamonhangaba, 25 de abril de 1909 — Pindamonhangaba, 4 de fevereiro de 1999) foi um artista autodidata, artesão e escultor popular brasileiro

## Biografia
Nasceu na cidade de Pindamonhangaba, São Paulo. Foi o quinto de dez filhos do segundo casamento de Manoel Corrêa Leite, lavrador - plantava arroz, fabricava aguardente, farinha de mandioca e cana de açúcar - com Antônia Rita de Conceição.

Alarico ainda criança demonstrou interesse pela representação artística por meio do desenho. Com materiais de seu cotidiano - papéis de embrulho e pedaços de papelão - desenhava árvores, folhagens, pássaros e plantações de milho. Na escola frequentou até o que hoje chamamos de 4o ano do ensino fundamental, mas a necessidade de subsistência de sua família levou Alarico e seus irmãos ao trabalho com a terra. Juntos eles cuidavam do plantio de mandioca e cana de açúcar e da produção de farinha e rapadura.
Nas viagens que fazia para comercialização dos produtos em Taubaté, Alarico observava as paisagens e ao retornar a sua casa expressava suas memórias em desenho. Gostava também de desenhar a partir das revistas que ganhava, vindas de cidades próximas.

A rica convivência com seus familiares e com os tradicionais saberes populares permitiu a Alarico crescer alimentado com as histórias locais, cheias de imagens e narrativas incríveis, e também a convivência com a natureza, promovendo a exploração com o barro para modelagem de animais comuns em sua terra natal - criações de bovinos, galináceos, carneiros, animais domésticos - e também de presépios, uma tradição iconográfica e imagética importante no Vale do Paraíba. Essa vivência seria desdobrada em sua prática artística em idade madura.

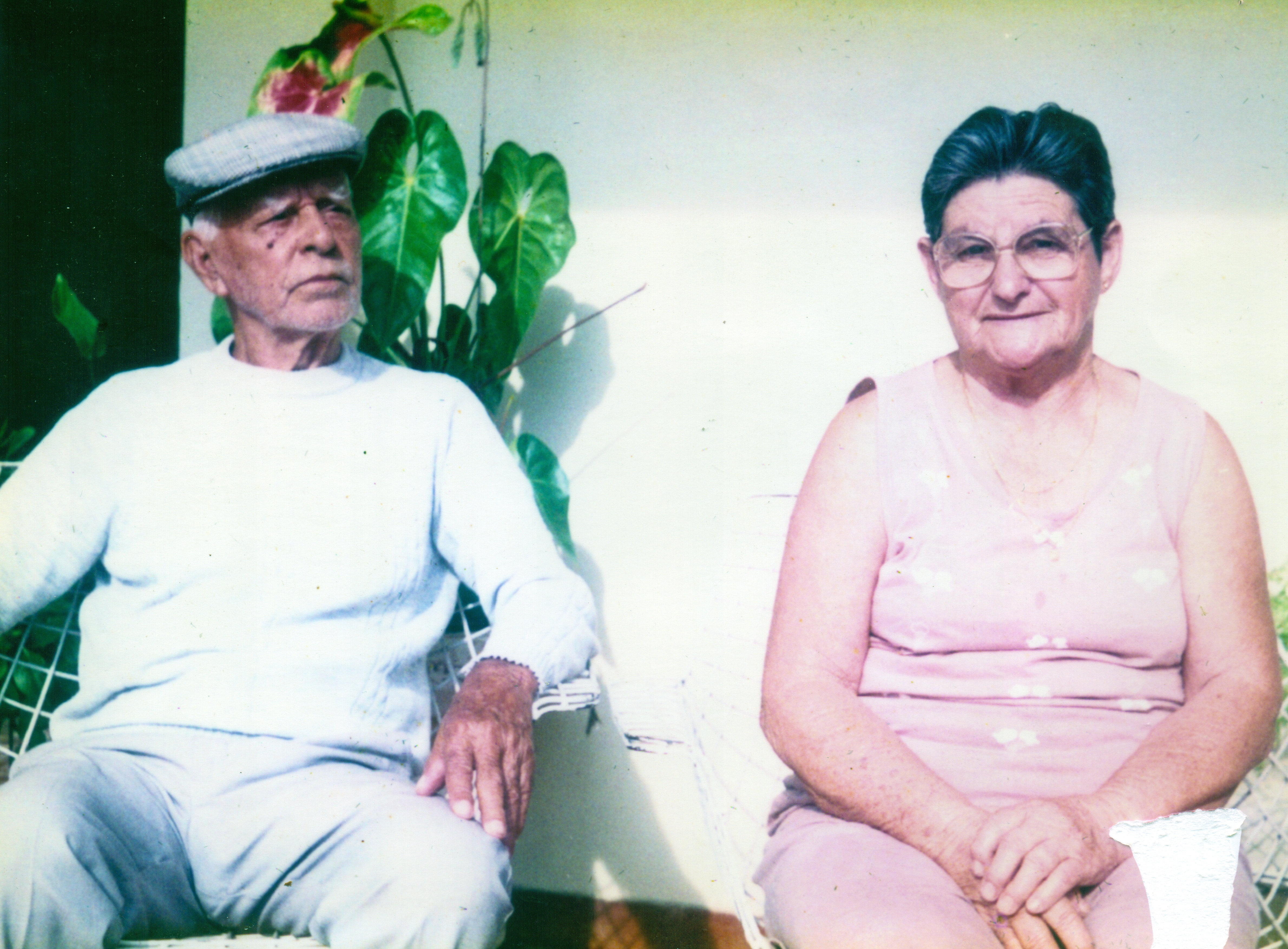
Artista Alarico Corrêa Leite e sua esposa Maria. Foto: Arquivo da família

Na juventude incursionou na pintura a óleo. Aos dezoito anos mudou para São Paulo, na intenção de ter melhores oportunidades de trabalho. Trabalhou como gari e devido a amizade que estabeleceu com o guarda do antigo Liceu de Artes e Ofícios pode visitar a instituição e observar algumas aulas. Continuava a desenhar de maneira autodidata, aproveitando parte dos resíduos que encontrava na grande capital. Interessado por tudo que diz respeito à arte, aprendeu a tocar bandolim e ao retornar a sua cidade natal construiu alguns banjos inspirado em Pixinguinha e do seu conjunto musical Oito Batutas.
Alarico aos 27 anos, casou-se com Maria Rodrigues. Tiveram seis filhos: Benedito, Hildo, Alarico Filho, Izaura, Adelson e Nilza. Com a nova família retornou a São Paulo na tentativa mais uma vez de melhores condições. Trabalhou na Ligth São Paulo (São Paulo Tramway, Light and Power Company), próximo ao bairro Santo Amaro. Mais uma vez voltou a estudar de maneira autodidata a construção de um banjo tenor. Retornou a Pindamonhangaba depois de três meses de estadia na capital. Com a técnica de confecção de banjo ganhou um dinheiro extra que o auxiliou nas necessidades da família, além dos ganhos com o trabalho na terra.
Na década de 50 tornou-se funcionário da EFCJ - Estrada de Ferro Campos do Jordão onde trabalhou até sua aposentadoria.
A atuação artística de Alarico Corrêa Leite, reconhecida pelos cidadãos de Pindamonhangaba, inspirou muitas pessoas na área artística, especialmente seus familiares. Filhos, filhas, netos e netas se envolveram com Arte, Comunicação, Educação e Cultura Popular. Seu neto Marcelo Denny, filho de Alarico Corrêa Leite Filho, foi o de maior destaque na área artística.

## Obras
Alarico Corrêa Leite despontou em sua prática artística profissional com os bonecos de carnaval. Ao fazer o seu primeiro Zé Pereira, boneco feito de bambu e papietagem (técnica também chamada de papelagem), contribuiu para o carnaval da Associação Atlética Ferroviária (Pindamonhangaba). Seguiu-se a essa criação tantos outros bonecos gigantes - personagens da cultura popular e folclórica: Cacareco, Boi Jacá, rinoceronte, tatuzinho e personagens políticos, como Jânio Quadros. No labor continuado de sua arte aprimorou a técnica de confecção e envolveu a família no ofício da artesania ao longo de toda vida.
Também desenvolveu-se como escultor em barro. Produziu bustos de personalidades que lhe foram encomendados, tais como Pelé, Dr. Christiaan Barnard (cirurgião que realizou o primeiro transplante de coração em 1967), Emerson Fittipaldi, Ronnie Von, entre outros. Também fez pinturas em tela para encomendas particulares.

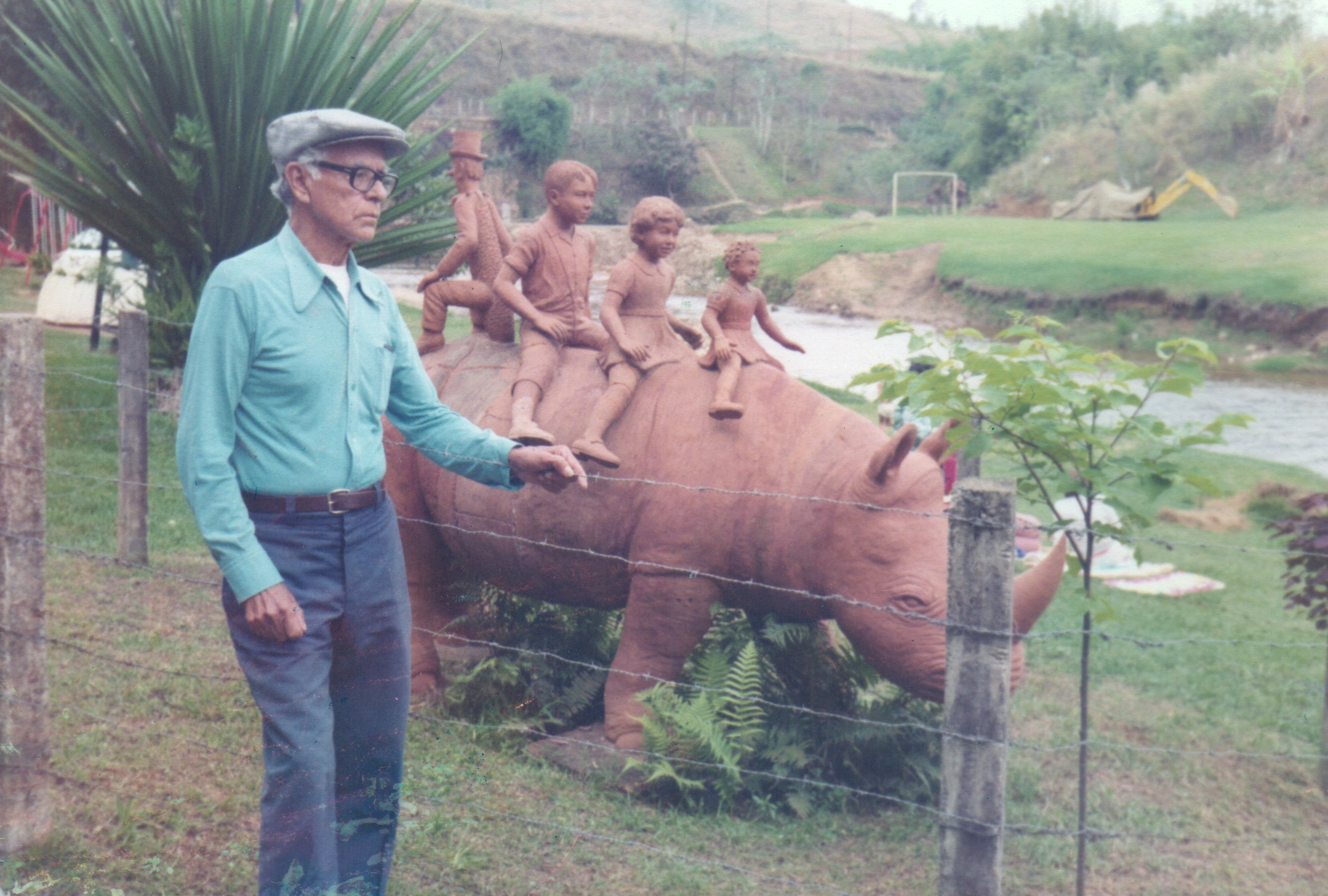
Ficheiro:Alarido_e_obra_Quindim.jpgEscultura "Quindim" do artista Alarico Corrêa Leite realizada para o Parque Reino das Águas Claras - Pindamonhangaba/SP. Foto: Arquivo da família.
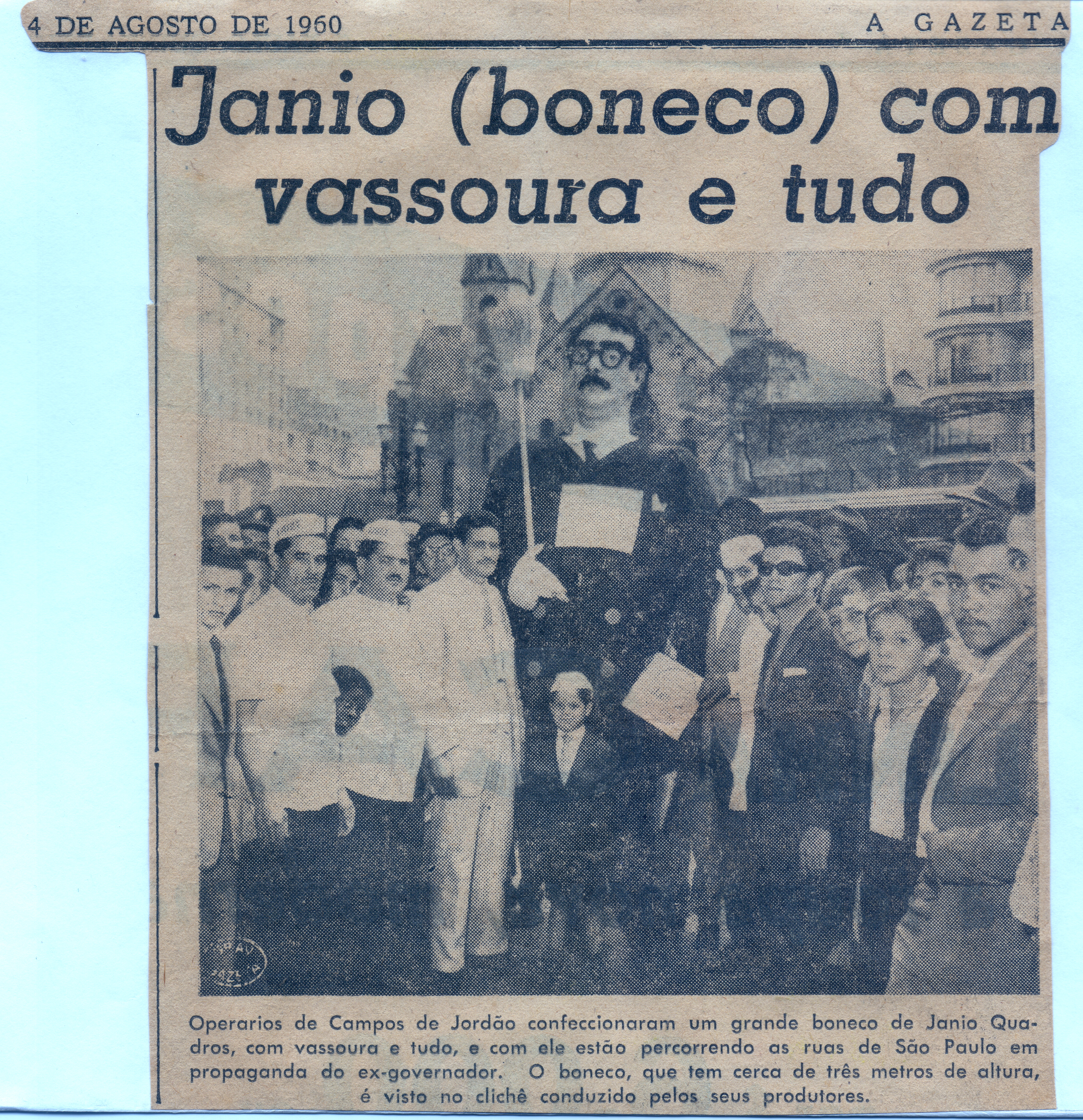
Ficheiro:Boneco_gigante_Jânio_Quadros_de_Alarico_Corrêa_Leite_-_recorte_de_jornal_A_Gazeta.jpgBoneco gigante Jânio Quadros de Alarico Corrêa Leite, feito em papietagem. Recorte de jornal A Gazeta.
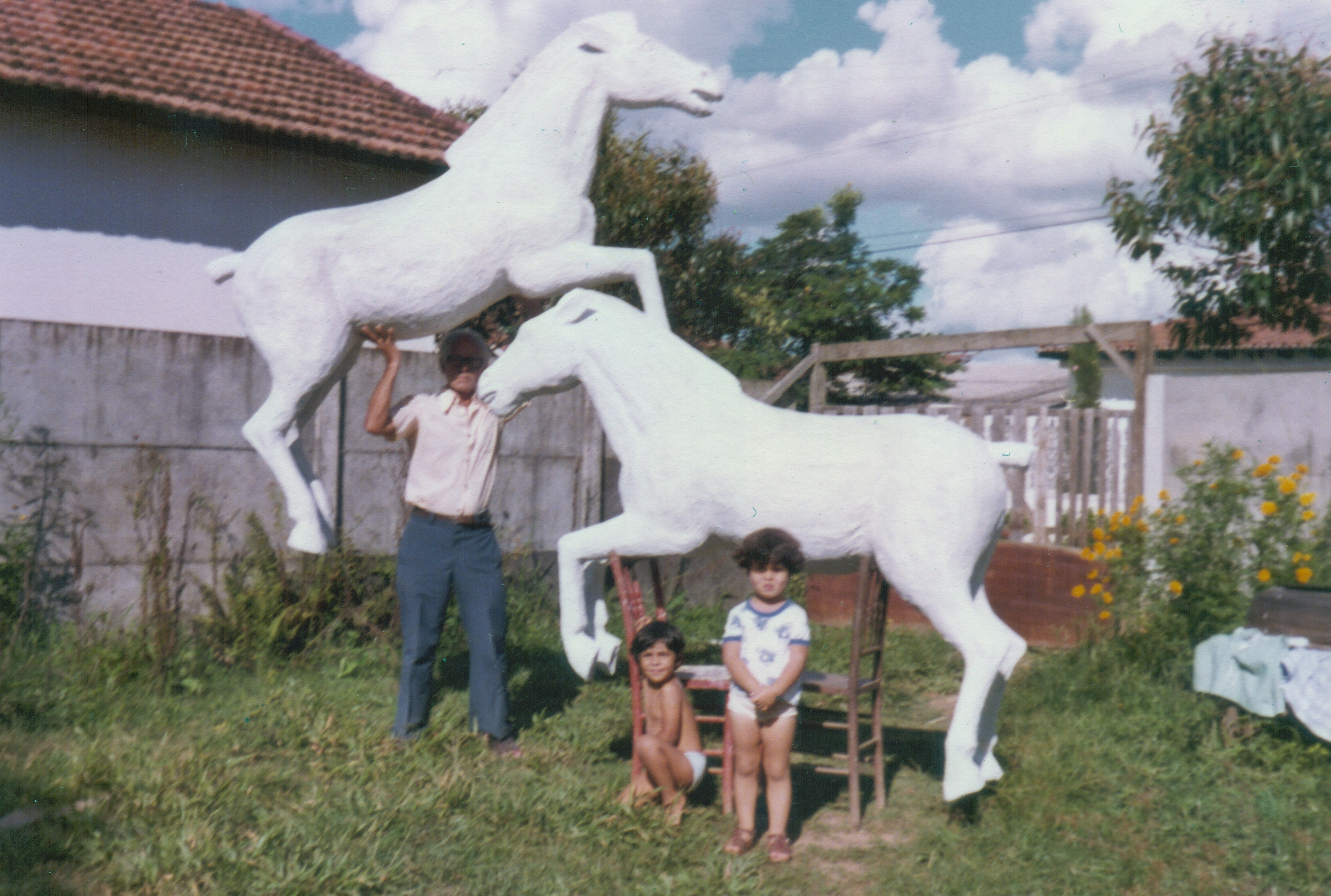
Ficheiro:Escultura_gigante_em_papel_maché_de_Alarico_Corrêa_Leite.jpgEscultura gigante  de Alarico Corrêa Leite, feita em papietagem para carnaval da década de 1980. Foto: arquivo da família.
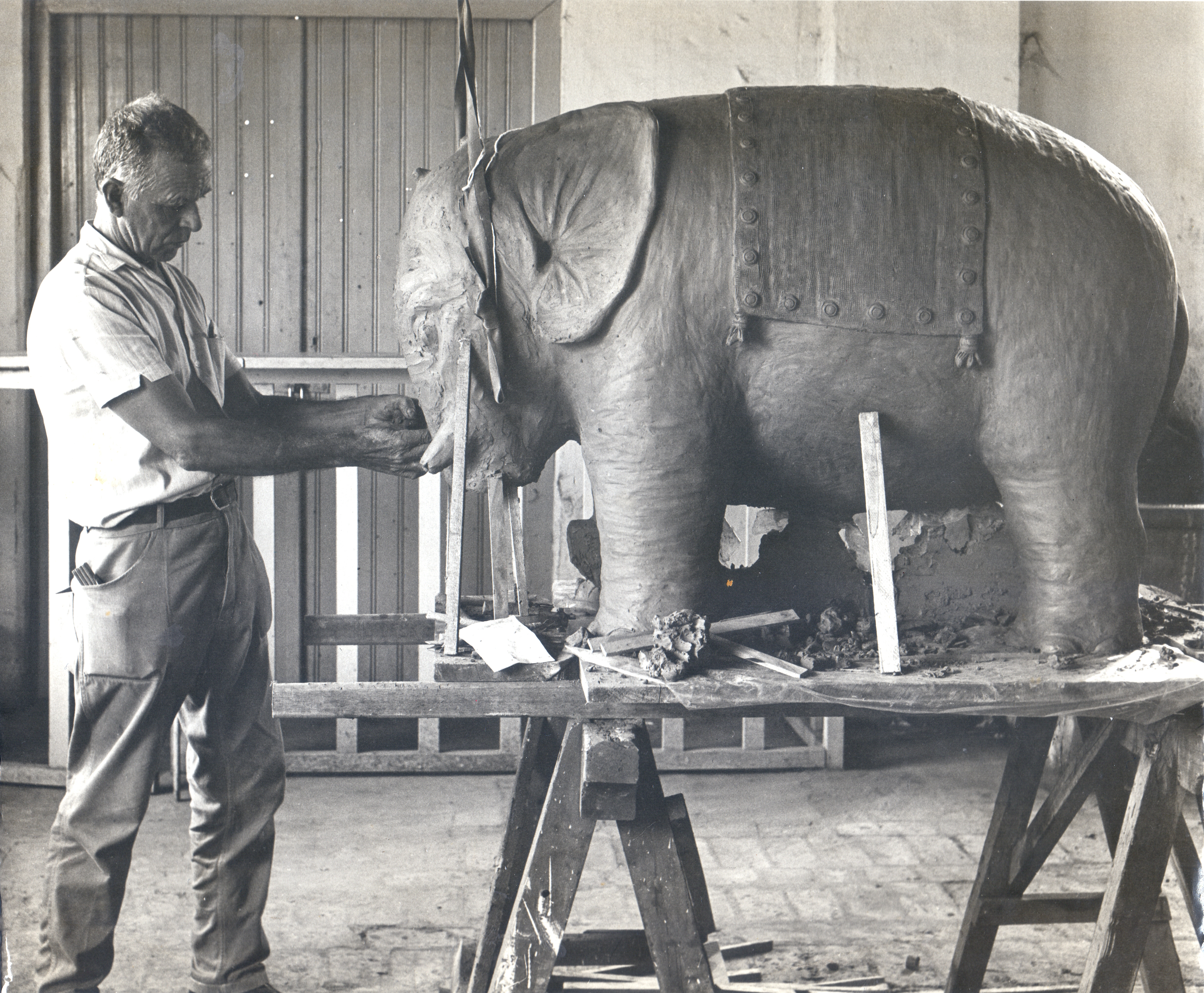
Ficheiro:Artista_Alarico_Corrêa_Leite_-_arquivo_da_família.jpgArtista Alarico Corrêa Leite trabalhando em sua escultura "Elefantinho". Foto: Arquivo da família.

Foi consagrado como um artista ligado ao carnaval de Pindamonhangaba e de Guaratinguetá, produzindo bonecos, carros alegóricos e variados adereços para escolas de samba locais. Desde os anos 70, compositores de marchinhas são premiados com um troféu que leva seu nome.
A própria EFCJ - Estrada de Ferro Campos do Jordão, empresa na qual Alarico trabalhava, o contratou para realizar uma obra para o Parque denominado Reino das Águas Claras, com personagens emblemáticos da obra de Monteiro Lobato em seu Sítio do Pica Pau Amarelo. O conjunto de esculturas foi confeccionado para o balneário pertencente à empresa na época, uma empreitada realizada junto a José Santeiro e com José Pailes. Alarico ficou incumbido de fazer cinco esculturas, dentre elas a obra Quindim, o rinoceronte, tendo em seu lombo os personagens Narizinho, Visconde de Sabugosa, Pedrinho e Emília. Também realizou a obra Elefantinho, localizada no chafariz do teleférico de Campos do Jordão.

## Ligações Externas
- Notícia da Secretaria de Cultura e Turismo da Prefeitura de Pindamonhangaba
- Festival de marchinhas é o Abre Alas do Carnaval em Pinda, blog Dysso e Dakylo 27 de janeiro de 2012.